# يانغي قيشلاق
يانغي قيشلاق هي بلدة في مقاطعة كسبي في ولاية قشقداريا في أوزبكستان.